# المرأة في اليونان

يعتبر حالة وخصائص النساء القديمة والحديثة في اليونان قد تطورت من الأحداث التي وقعت في تاريخ اليونان، كتب سيلون مايكل سكوت في مقالته «صعود المرأة في اليونان القديمة» (تاريخ اليوم)، «مكانة النساء» وإنجازاتهم في اليونان القديمة كان أفضل من وصفها هو ثوسيديديس في هذا الاقتباس: 
| ” | إن أعظم مجد [للنساء] هو أن تكون الأقل تحدث عن الرجال، سواء في المديح أو اللوم. | “ |

مر وضع المرأة اليونانية بالكثير من التغييرات ومع ذلك، فإن وضع المرأة اليونانية شهد المزيد من التقدم على بداية القرن العشرين. في عام 1952 وتلقوا حقهم في التصويت،  وقد أدى ذلك إلى وصولهن لأماكن الكسب والمناصب المهمة في الشركات وفي حكومة اليونان؛ وكانوا قد أقاموا للحفاظ على حقهم في وراثة الممتلكات، الزواج، وحتى ما بعد الوجود.

## في التاريخ القديم

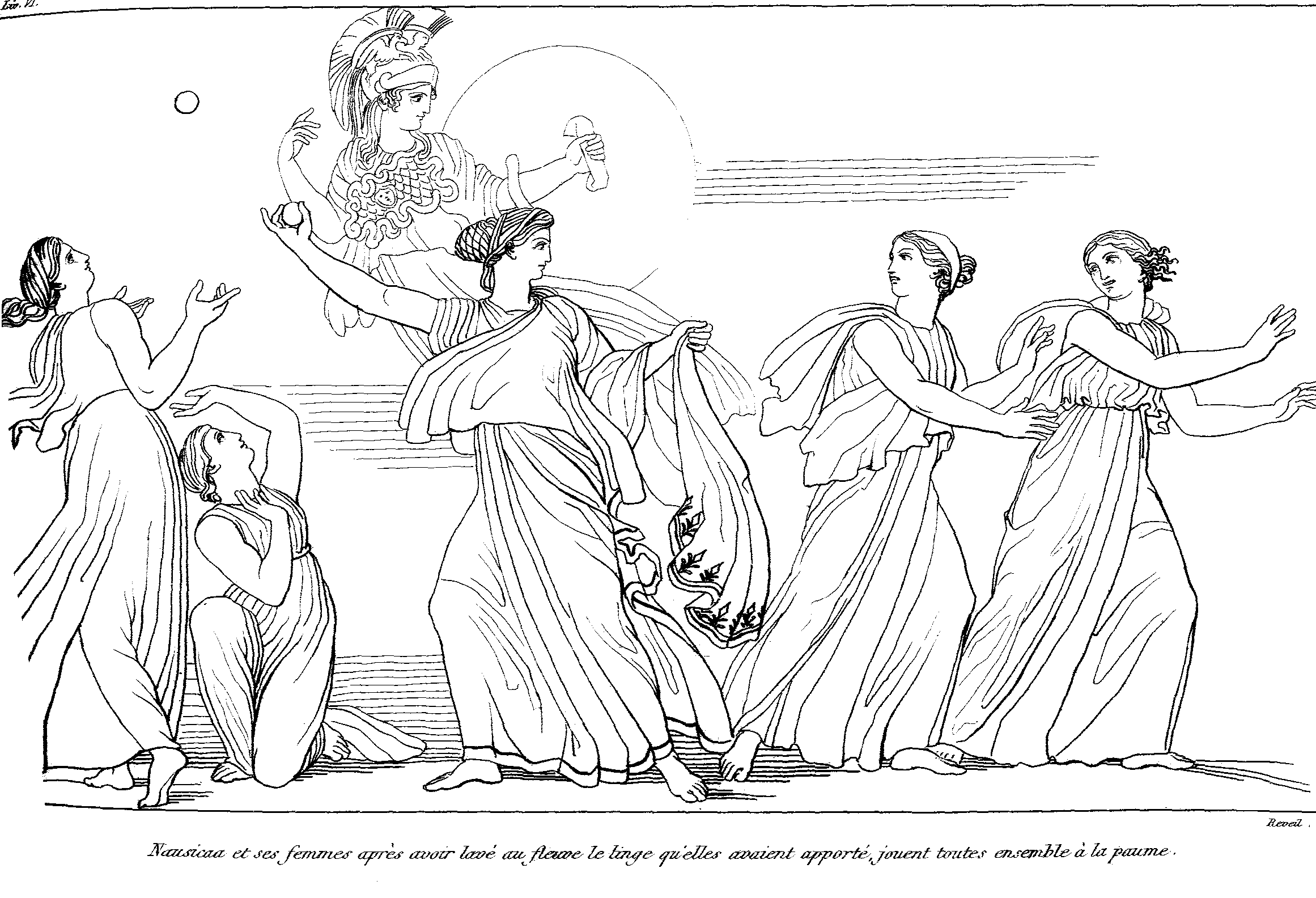
نوسيكا ونساء أخريات

المرأة اليونانية القديمة تمتعت بحريات كبيرة كانت النساء الحرات أيضا مستثنيات من المواطنة، وتشير بعد الأدلة إلى أن حياة النساء كانت مقيدة ومحجوبة من نواح أخرى أيضاً، وإن اختلفت العادات من مكان إلى آخر. ويبدو أن أكثر اليونانيين القدامى كانوا يرون أن الفتيات الاسبرطيات يتمتعن بحرية زائدة، وكان من عاداتهن ارتداء سراويل صغيرة أثناء ممارستة التمارين الرياضية مع الصبية. ففي بيوت الأغنياء بأثينا مثلاً فكانت النساء تعيش في قسم منفصل من البيت وتغلق الأبواب أثناء الليل، وهذا يذكرنا بعزلة النساء في الحريم الشرقي، والهدف منه كان على الأرجح هو منع الرجال من الوصول إلى الخادمات، لأنهن إذا حملن أو ولدن فسوف تضعف فائدتهن في العمل، وسوف تصير في البيت أفواه جديدة لابد من إطعامها. ونحن نعلم أيضاً أن النساء المتزوجات المحترمات كن يرتدين الحجاب عند الخروج من المنزل عادة، ولا يغادرنه وحدهن، ولا يجوز أن يتكلمن مع أحد في الطريق. كان الإغريق يحبون الحفلات كما تدل أعمالهم الخزفية، ولكن يبدو أن جو حفلاتهم كان مختلفاً كل الاختلاف عن جو الاسترخاء الذي يجمع بين النساء والرجال من النبلاء في رسوم المدافن المصرية. وقد لا يقابل رجال الإغريق نساء أصدقائهم أبداً، وإذا قابلوا امرأة في حفلة ما فهي حتماً امرأة تحترف مهنة الترفيه وتسمى هيتايرا وقد بلغت بعضهن من الشهرة ما سمح لأسمائهن بالوصول إلينا، ولم يكنّ مجرد مومسات بل كنّ يجدن الغناء والمحادثة والرقص، ولكنهن لم يكن محترمات أبداً لأن مفاتنهن هذه كانت معروضة للبيع.
لم يكن للمرأة خارج منزلها نشاط متاح، فالسيدة الإغريقية من عائلة كريمة، كان بإمكان النساء الفقيرات أن يعملن عند الناس، ولكن السيدة لا تستطيع ذلك. لم يكن أمام المرأة أن تصبح ممرضة أو ممثلة أو كاتبة أو أي شيء من ذلك لأن هذه المهن لم تكن متاحة للإناث. ويبدو أن الإغريق كانوا في العادة يعتبرون الفتيات غير جديرات بالتعليم، أما في البيت فكانت هناك أشغال كثيرة، إذ كن يغسلن الملابس ويصنعنها ابتداءً من غزل الخيوط ثم حياكتها لصنع النسيج، وقد كان تدبير أمور البيت شاقاً ومضنياً.
يعتبر من أسباب قلة الحقوق القانونية للمرأة بالنسبة إلى الرجل في أثينا كمثال خاص، أن المجتمع الإغريقي مثل كل مجتمع قبل مجتمعنا ومثل القسم الأكبر من العالم اليوم، كان يهتم بالعائلة وليس بالفرد. لقد كان مجتمعاً أبوياً، ولم يكن بإمكان النساء أن يمتلكن أو يدرن أعمالاً، وكن دوماً تحت الوصاية القانونية لأزواجهن أو لأقرب أقاربهن الذكور.وإذا صارت المرأة الوريثة الوحيدة لأملاك أبيها فيحق لأقرب أقاربها الذكور بل يفرض عليه أن يطلب يدها من أجل ضمان بقاء الأملاك للعائلة. أما عدا عن هذه التفاصيل فمن الصعب أن نقول أشياء عامة حول النظرة إلى المرأة في اليونان، ومن أسباب ذلك أن الأدب لا يكاد يذكر شيئاً عن الحياة في المنزل، ولكننا نعلم أيضاً أن النساء كن يذهبن إلى المسرح في أثينا، ولابد أنهن كن يشاهدن ويستمعن إلى الشخصيات الأنثوية الكبرى في التراجيديا الإغريقية، مثل أنتيغون وإلكترا وجوكاستا، وميديا، وغيرها من الأدوار الأنثوية المتنوعة جداً ولا يمكن أن يفهمنها إذ كن مجرد شغالات هامشيات. كما أنك تجد على شواهد القبور والمزهريات صور زوجات وأمهات راحلات يودعن عائلاتهن ويوحي هذا الأمر بحنان عميق، ولا تجد ما يشير إلى الازدراء في معاملتهن، بأن تحجب وتعيش حياة معزولة. لقد كانت زوجة سقراط تناكده باستمرار وهي حتماً لم تتصرف بصورة خانعة، ولابد أن تكون هناك زوجات كثيرات مثلها في اليونان القديمة، ففي المحصلة يستحسن أن نكون حذرين حين حكمنا على مواقف الإغريق من المرأة. قال هوميروس: ”لاشيء أجمل من أن يعيش الرجل وزوجته معاً في وحدة حقيقية، وأن يشتركا بالأفكار نفسها”. وكان جميع الإغريق المتعلمون يقرؤون هذا الكلام.
في تلك الحقبة كان عندما يكون أطفال الإغريق صغاراً كانت تربيهم أمهاتهم، أما إذا أريد للصبية أن يذهبوا إلى المدارس، كان لا يسمح لهن للبنات للذهاب للمدارس أبدا، فإنهم يخرجون عن نطاق رعاية الأم في عمر مبكر، وكان التعليم متاحاً للصبية الإغريق إذا كانت عائلتهم قادرة على دفع تكاليفه، وكان يشدد تشديداً كبيراً على حفظ الأشياء عن ظهر قلب، فتسمع عن صبية حفظوا أعمال هوميروس كلها بهذه الطريقة، وكان الأدب والكتابة والموسيقى والجمباز تشكل الجزء الأكبر من منهاج الدراسة. كان الهدف هو صنع «الرجل الكلي» وإعطاؤه تعليماً شاملاً ومتوازناً يؤهله لأن يأخذ مكانه في دولة المدينة ويشارك في قيمها وأذواقها، ولم يكن الغرض من التعليم التدرب على مهارات خاصة، بل كان الإغريق يعتبرون هذا الأمر أجدر بالعبيد. ولم تكن هناك جامعات إلى أن ظهر ما يشبه الجامعة في أثينا في أواخر القرن الخامس، ولكن يبدو أن المستوى العام لمعرفة القراءة والكتابة كان عالياً جداً، إذا حكمنا على ذلك من استخدام لوحات الإعلان والنقوش العامة في أثينا.

## في العصر الحديث
حسب تقرير Gender Inequality Index فإن المرأة اليونانية أحتلت الرتبة 27 من أصل 152 دولة في العالم من حيث الحقوق والحريات، وعلى حسب تقرير غلوبال غراندر غاب فإنها تحتل الرتبة 8 من أصل 136 دولة.